# Potentilla burmanica
Potentilla burmanica es una especie de planta del género Potentilla, perteneciente a la familia Rosaceae.

## Taxonomía
Potentilla burmanica fue descrita por Jiří Soják en 1983.

## Distribución
Se encuentra en el territorio de Birmania.